# Cerro Gajardo
Der Cerro Gajardo ist ein Hügel auf der Livingston-Insel im Archipel der Südlichen Shetlandinseln. Er ragt am Punta Boreal, dem nördlichen Ausläufer des Kap Shirreff am nördlichen Ende der Johannes-Paul-II.-Halbinsel, auf.
Chilenische Wissenschaftler benannten ihn nach dem chilenischen Diplomaten Enrique Gajardo Villarroel (1899–1994), Vertreter Chiles in den Vorverhandlungen zum Antarktis-Vertrag im Jahr 1958 und Unterstützer der chilenischen Erhebung des Säugetierbestands in Antarktika.